# Passo San Jorio
Passo San Jorio är ett bergspass i Schweiz. Det ligger i den sydöstra delen av landet, 160 km sydost om huvudstaden Bern. Passo San Jorio ligger 1 922 meter över havet.
Terrängen runt Passo San Jorio är huvudsakligen bergig, men åt sydväst är den kuperad. Passo San Jorio ligger uppe på en höjd. Närmaste större samhälle är Bellinzona, 11,3 km väster om Passo San Jorio. 
I omgivningarna runt Passo San Jorio växer i huvudsak blandskog. Runt Passo San Jorio är det ganska tätbefolkat, med 207 invånare per kvadratkilometer.